# 나타샤 보이노비치
나타샤 보이노비치(세르비아어: Наташа Војновић, Nataša Vojnović, 1979년 8월 28일 ~ )는 보스니아 헤르체고비나의 모델이다.